# Trekka

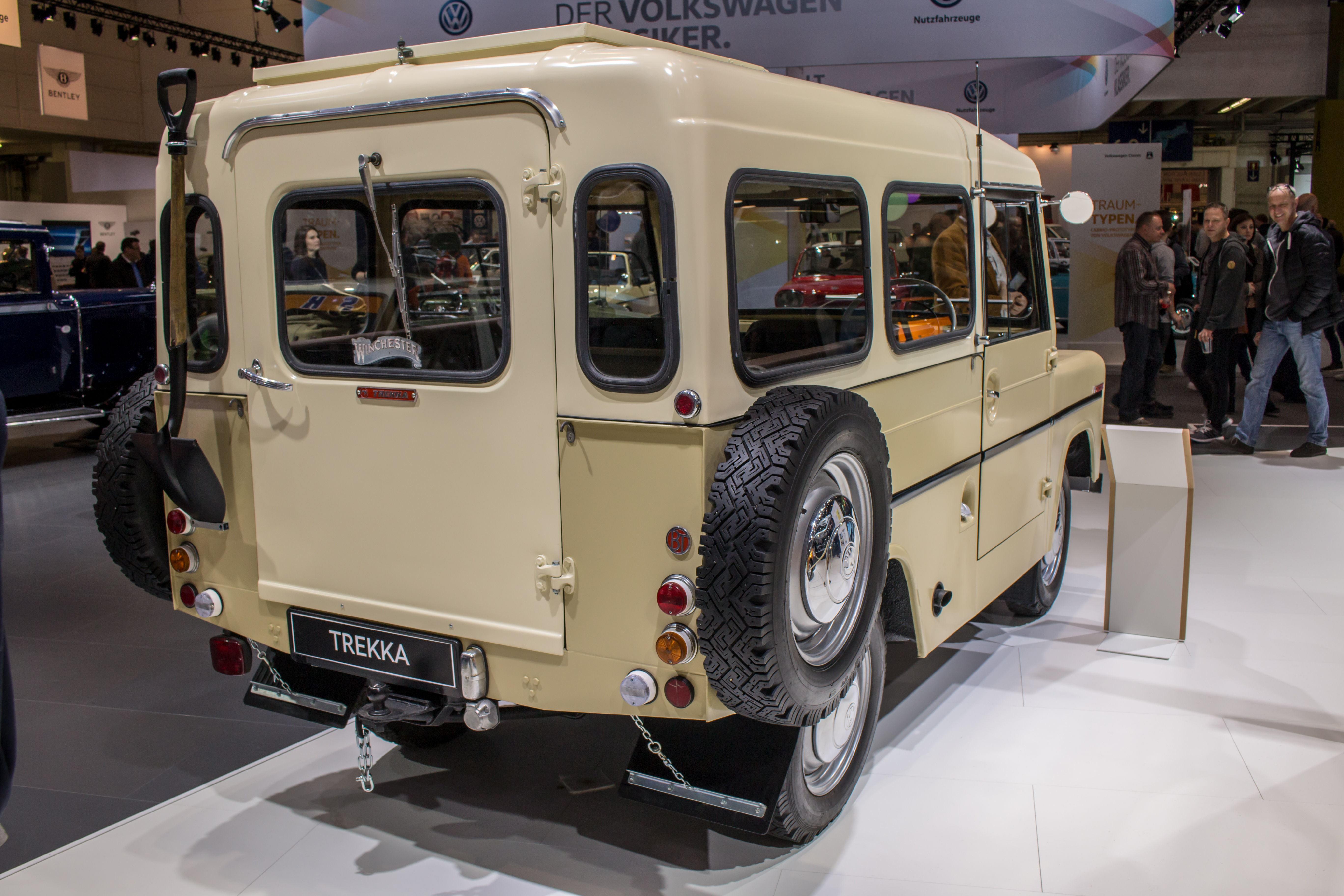
Heckansicht

Der Trekka ist ein Geländewagen, der von 1966 bis 1973 in Neuseeland in Otahuhu produziert und als Trekka vermarktet wurde. Der Trekka hat Motor und Getriebe des Škoda Octavia Kombi aus den 1960er Jahren. Insgesamt wurden knapp 3.000 Fahrzeuge produziert.

## Beschreibung
Der Trekka wurde vom Unternehmen Phil Andrews' Motor Lines Ltd. gebaut, vorher importierte das Unternehmen Fahrzeuge von Škoda. Das letzte Unternehmen, das den Trekka produzierte, nannte sich Motor Holdings Ltd.  Das Fahrzeug wurde in geringen Stückzahlen nach Australien und Indonesien exportiert.

## Technische Daten
- Ottomotor mit vier Zylindern, seitlicher Nockenwelle, hängenden Ventilen, 1089 cm³, 31 kW (42 PS) bei 4500/min
- Ottomotor, 1221 cm³, 33 kW (47 PS) bei 4200/min, sonst wie vor